# Niccolò Ridolfi (dominicain)
Pour les articles homonymes, voir Niccolò Ridolfi.

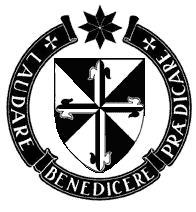
Niccolò Ridolfi (dominicain)

Niccolò Ridolfi (1578-1650) est le nom en religion de Lucantonio Rodolfi, un dominicain italien.

## Biographie
Issu d'une grande famille florentine, Niccolò Ridolfi a pour frères le cardinal Ottavio et le marquis Ludovico.
Il fait ses études au collège romain. 
Il devient maître du palais du pape. Le moine astrologue Tommaso Campanella y étant incarcéré, Ridolfi le visite souvent - les frères de Ridolfi s'adonnent d'ailleurs eux aussi beaucoup à cette discipline.
Fils spirituel de Philippe Neri, il est élu en 1629 maître de l'ordre des Prêcheurs en partie sur l'intervention du pape Urbain VIII.
Il est le plus haut responsable de l'Inquisition.
Son enseignement représente la mise en application par les Dominicains des pratiques instaurées par la Compagnie de Jésus.